# Intel Edison
Intel Edison（インテル エジソン）はインテルによって開発された IoT デバイス向けのシングルボードコンピュータである。大きさは SD カード大でデュアルコアの Intel Atom 500MHz、1GB のメモリ、通信用の Bluetooth と Wi-Fi を備える。
2014年1月の CES で発表された。インテル CEO であるブライアン・クルザニッチは、Intel Edison を使用して開発された乳幼児監視装置を実演した(Nursery2.0)。 同様に彼は開発言語として Wolfram と Mathematica が Intel Edison で使用でき、Linux が実行できることを発表した。
当初は Intel Quark 400MHz をメイン CPU にする予定であったが、Intel Atom 500MHz に変更になり、2014年9月9日に発売された。各種 I/O を備えた、Intel Edison kit for Arduino や Intel Edison breakout ボードなども発売された。
2017年に「Galileo」、「Joule」とともに販売、サポートの終了が報じられた。

## 参照
1. 1 2  Intel、「Galileo」「Edison」「Joule」の提供終了へ - ITmedia NEWS
2. 1 2  “Intel、指先に乗る極小x86コンピュータ「Edison」を正式発表”.   PC Watch (2014年9月10日). 2014年8月7日閲覧。
3. ↑  “Intel announces Edison: a 22nm dual-core PC the size of an SD card”.   Engadget (2014年1月6日). 2014年1月6日閲覧。
4. ↑  “Intel Edison: an SD-card sized PC for wearable computing”.   PC Pro (2014年1月7日). 2014年1月7日閲覧。
5. ↑  “Intel announces Edison, a SD card-sized computer - YouTube”. 2015年8月7日閲覧。
6. ↑  Intels Edison: Pentium-System im Format einer SD-Karte | heise online
7. ↑  Intel Edison: A Desktop From 1998 In An SD Card | Hackaday